# Hydrostatika
Hydrostatika je část mechaniky tekutin, která se zabývá mechanickými vlastnostmi nepohybujících se kapalin, tedy kapalin, které jsou v klidu.
Z hlediska fyziky se nepohybující kapaliny vyskytují např. v rybnících, přehradách, jezerech apod. Pod vodní hladinou lze měřit nebo počítat hydrostatický tlak, to znamená tlak vody způsobený tíhovou silou Země.
V technické praxi jsou používaná hydraulická zařízení, která jsou za pomocí relativně malé síly schopna nadzvednout řádově těžší těleso. Příkladem je hydraulický zvedák (označován též jako hever), který je součástí výbavy automobilů, který běžně dokáže zvednout hmotnost 2 tuny jen pomocí síly vyvíjené člověkem. Kapalinou přenášející tlak je většinou olej. Charakteristiky přenosu a distribuci tlaku v kapalině definuje Pascalův zákon.
Hladina kapaliny se také chová jako tenká pružná blána, má tak určitou velikost povrchového napětí. Povrchové napětí způsobuje jev, kdy na hladinu kapaliny je možné položit předmět o vyšší hustotě, než je hustota kapaliny. Příkladem může být možnost položit na hladinu vody bez problémů ocelové svorky nebo hliníkové mince.